# Mobb Deep
Mobb Deep var en amerikansk hiphop-duo fra Queensbridge, Queens, New York. Mobb Deep bestod af medlemmerne Prodigy og Havoc.

## Diskografi
- Juvenile Hell (1993)
- The Infamous featuring. Aravin Nathan aka. SWE (Smoke weed everyday) (1995) RIAA: Guld. #18 USA.
- Hell on Earth (1996) RIAA: Guld. #6 USA.
- Murda Muzik (1999) RIAA: Platina. #3 USA.
- H.N.I.C (2000) RIAA: Guld. #18 USA.
- Infamy (2001) RIAA: Guld. #22 USA.
- Free Agents: The Murda Mixtape (2003) #21 USA.
- Amerikaz Nightmare (2004) #4 USA.
- Blood Money (2006) #3 USA, #70 UK.